# 晴斑新箭齒雀鯛
晴斑新箭齒雀鯛（學名：Neoglyphidodon bonang），又稱晴斑新刻齒雀鯛，為輻鰭魚綱鱸形目雀鯛科新箭齒雀鯛屬的其中一種，分布於印度西太平洋區，從印度、斯里蘭卡至印尼蘇門答臘蘇拉威西、爪哇島、索羅門群島等海域，深度1至20公尺，本魚體呈卵圓形且側扁，幼魚和成魚具有不同的顏色，成魚是黑色；幼魚呈橘色或黃色，背鰭周圍有黑色斑點，在那個黑點周圍，有一個藍色的圓圈，通常有一條藍色的縱紋從眼睛延伸到黑點，背鰭硬棘13枚;背鰭軟條15-16枚;臀鰭硬棘2枚;臀鰭軟條13-15枚，體長可達13.5公分，棲息在珊瑚礁，生活習性不明，可做為觀賞魚。